# Great Warley
Great Warley är en ort i unparished area Brentwood, i distriktet Brentwood, i grevskapet Essex, i England. Orten är belägen 2 km från Brentwood. Civil parish hade 324 invånare år 1951.